# Exploração espacial

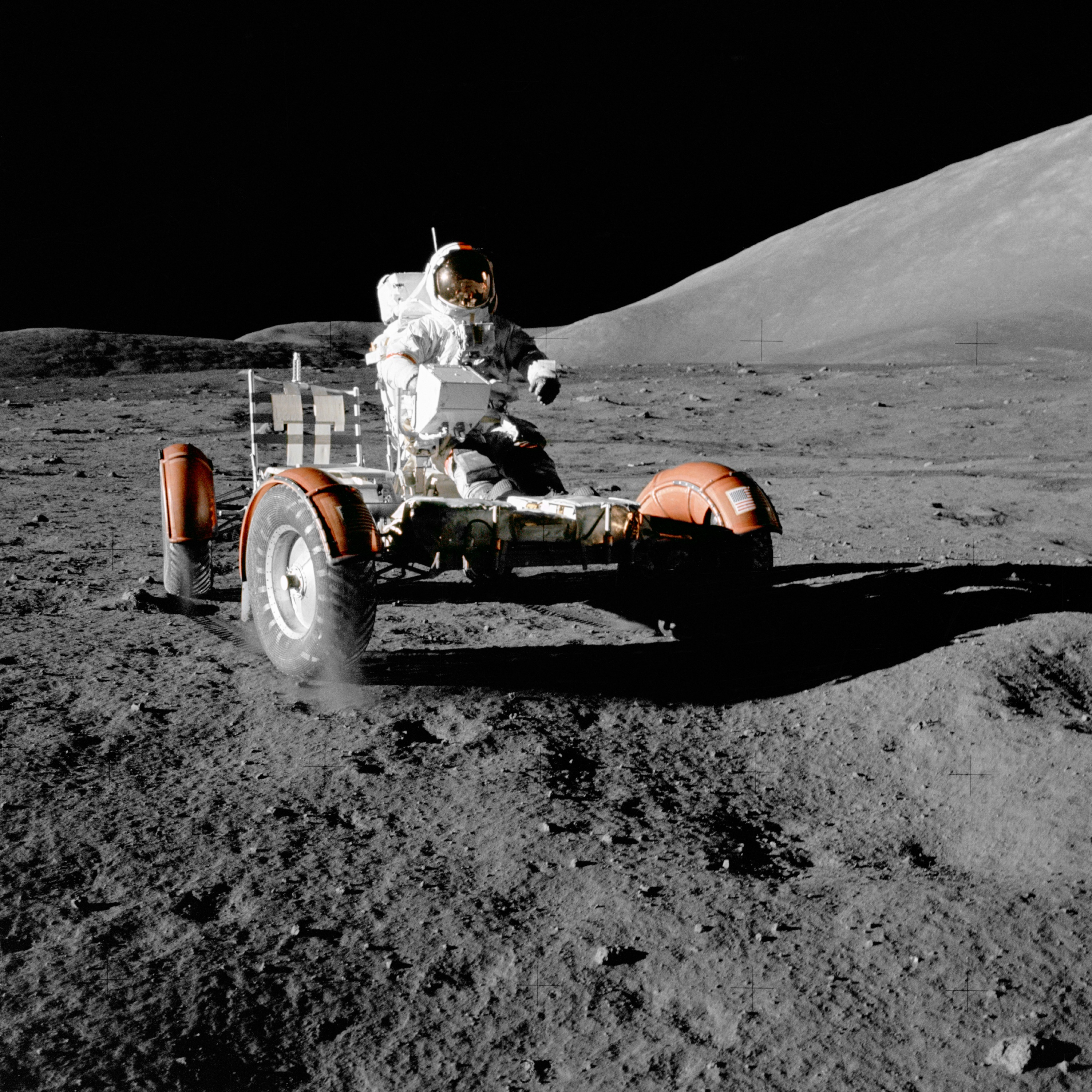
O astronauta Eugene Cernan sobre o jipe lunar, durante a missão Apollo 17. A Apollo 17 foi a última nave tripulada a pousar na Lua, em dezembro de 1972.

Exploração espacial é o conjunto de esforços do homem que visam a exploração do espaço e de seus corpos celestes. Enquanto o estudo do espaço, estrelas (dentre outros astros), é realizada principalmente por astrônomos com instrumentos materiais, a exploração física do espaço é realizada tanto por sondas robóticas não tripuladas, quanto por voos espaciais tripulados.
Os corpos celestes e astros sempre foram motivo de grande fascinação na humanidade. Há registros de gregos, mesopotâmicos e astecas descrevendo vários acontecimentos celestes. Na era contemporânea, vários cientistas deram grandes contribuições para que o sonho de explorar o espaço pudesse se tornar realidade, como o russo Konstantin Tsiolkovsky, o alemão Hermann Oberth e o estadunidense Robert Goddard.
Antes e durante a Segunda Guerra Mundial não havia um esforço conjunto que tivesse por objetivo a exploração física do espaço, mas foi realmente durante a Guerra Fria, com o início da Corrida Espacial, que os Estados Unidos e a União Soviética começaram a querer demonstrar superioridade na então inédita exploração do espaço.

## História

### Primeiras concepções

A Noite Estrelada, por Vincent Van Gogh.

No ano de 1687, Isaac Newton publicou sua obra Princípios Matemáticos da Filosofia Natural, dando início à compreensão da realidade física através de leis físicas e matemáticas. Nela, estão descritas praticamente todos os conhecimentos que Newton tinha sobre física, mecânica, astronomia etc. Com a publicação deste livro, surgiu a remota possibilidade da exploração espacial. Em 1865, o escritor francês Júlio Verne publicou o livro Da Terra à Lua, descrevendo uma missão tripulada no satélite natural da Terra, cujo transporte seria feito pelo canhão Columbia. Essa obra, mesmo sendo uma ficção científica, possui muitos detalhes técnicos que, inclusive, revelam semelhanças com a missão Apollo 11. No ano de 1889, Vincent van Gogh pintou uma de suas mais aclamadas obras, A Noite Estrelada, em que se pode perceber a admiração do artista por astros, estrelas e corpos celestes.[carece de fontes?]
Na França, no ano de 1902, Georges Méliès criou um dos primeiros filmes de ficção científica, em que descrevia uma incrível viagem à Lua, chamado Le voyage dans la Lune. Em 1903, o físico russo Konstantin Tsiolkovsky publicou teorias possíveis de serem aplicadas para colocar foguetes em órbita, além de realizar cálculos das velocidades necessárias para colocar satélites em órbita. Alguns anos depois, em 1914, o inventor estadunidense Robert Goddard patenteou o primeiro projeto de um foguete de combustão.
Ainda no século XVI, a observação dos astros era frequentemente feita a olho nu, e quando era feita com algum instrumento, ocorria por meio de instrumentos relativamente pouco eficientes. Posteriormente, no século XVII, Hans Lippershey, fabricante de lentes dos Países Baixos, inventou a luneta. Algum tempo depois, Galileo Galilei construiu sua própria luneta astronômica que revolucionou a astronomia.[carece de fontes?]

### Primeiras conquistas

Robert Goddard e o primeiro voo de foguete propelido a combustível líquido, lançado em 16 de março de 1926, em Auburn, Massachusetts, Estados Unidos.

Claramente para a exploração do espaço precisava-se de um meio de transporte para tal finalidade. Daí veio a ideia de se usar o foguete como meio de transporte para a exploração espacial. Não há certeza da origem dos foguetes mas se tem notícia de que no século III a.C., os chineses utilizavam tubos de bambu cheios de salitre, enxofre e carvão em cerimônias religiosas com o objetivo de espantar espíritos malignos. Além disso, os chineses foram responsáveis pela descoberta da pólvora usada pelos antigos como combustível para mísseis.[carece de fontes?]
No final do século XIX ao início do século XX, o estadunidense Robert Goddard, o russo Konstantin Tsiolkovsky e o alemão Hermann Oberth desenvolveram projetos e tecnologias de foguetes que são usados até hoje. Robert Goddard, por exemplo, foi o responsável pelo lançamento do primeiro foguete propelido a combustível líquido, mas precisamente gasolina e oxigênio. Konstantin Tsiolkovsky publicou seus estudos no ano de 1903 em que defendia o uso de foguetes para explorar o espaço, calculava a velocidade necessária para livrar-se da gravidade da Terra e principalmente defendia o uso de hidrogênio e oxigênio líquidos em foguetes de múltiplos estágios. E por fim o alemão Hermann Oberth que durante a Segunda Guerra Mundial trabalhou no desenvolvimento de mísseis e foguetes.
Com o final da Segunda Guerra Mundial em que se obteve vitória aliada, Estados Unidos e União Soviética mantiveram-se como superpotências e iniciaram então a Guerra Fria de 1945 a 1991. Com a então Guerra Fria em que Estados Unidos e União Soviética tentavam buscar superioridade uma da outra entre aspectos políticos, militares, tecnológicos, econômicos, sociais e ideológicos surge então a corrida espacial em que a disputa de superioridade era centrada na exploração espacial. A União Soviética deu início a corrida espacial quando em 4 de outubro de 1957 lançou ao espaço o satélite Sputnik I, o primeiro satélite artificial a orbita a Terra.
Fazendo parte do Programa Sputnik, o satélite Sputnik I foi lançado do Cosmódromo de Baikonur, no Cazaquistão, e não tinha nenhuma função, ele apenas transmitia um sinal de rádio, "beep", que podia ser sintonizado por qualquer radioamador. Apenas um mês depois, a União Soviética lançou a segunda nave do Programa Sputnik, a Sputnik II com a cadela Laika. Antes do lançamento do Sputnik 2, tanto a União Soviética como os Estados Unidos já haviam lançado animais vivos em voos suborbitais. Esta missão exigia uma atenção especial ao treinamento dos cães, já que a duração do voo exigia dos animais uma adaptação em permanecer em espaços confinados por um período maior.

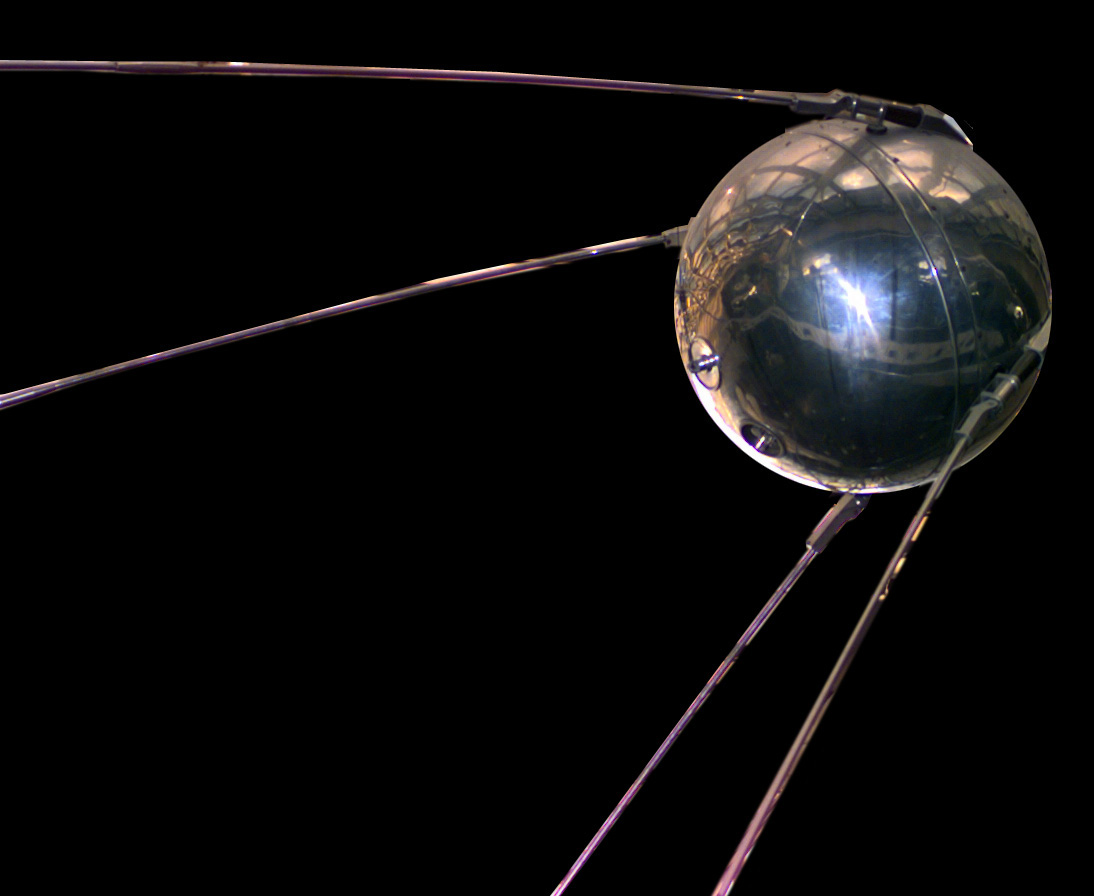
Sputnik 1, o primeiro satélite artificial.

Quatro meses depois, os Estados Unidos começaram seu programa espacial lançando ao espaço o seu primeiro satélite artificial, o Explorer I. Lançado do Centro Espacial Kennedy no dia 1 de fevereiro de 1958, o Explorer 1 foi desenhado e construído pela Jet Propulsion Laboratory, sendo lançado em um foguete Juno I construído pela Army Ballistic Missile Agency, em resposta ao lançamento do satélite Sputnik I da União Soviética. Originalmente o foguete Juno I era um foguete Jupiter-C, mas foi modificado para a acomodação e o lançamento do Explorer 1.
Três anos mais tarde, URSS deu um passo a mais na frente dos EUA na Corrida Espacial. No ano de 1961, a União Soviética lançou ao espaço a Vostok I que orbitou a Terra durante 1 hora. Lançada do Cosmódromo de Baikonur no dia 12 de abril de 1961, a Vostok I foi projetada e construída pelo engenheiro russo Sergei Korolev e tendo como tripulante o cosmonauta Iuri Gagarin, ela tornou-se a espaçonave que lançou ao espaço o primeiro humano. Não pretendendo ficar para trás nesta corrida, os Estados Unidos também lançaram um astronauta ao espaço. Foi no dia 5 de maio de 1961 que o astronauta norte-americano Alan Shepard foi ao espaço em um voo apenas suborbital.

## Corrida espacial

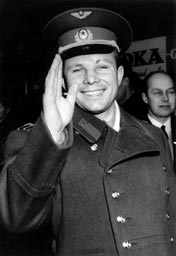
Iuri Gagarin, o primeiro humano a viajar pelo espaço.

Diversos animais foram usados nos primórdios da exploração espacial para testar o efeito da radiação, da ausência de gravidade e das condições do espaço exterior sobre os organismos vivos (ver: Animais no espaço). Antes da cadela Kundriavka, foram usadas pela URSS em voos suborbitais as cadelas Albina e Tsyganka. Pelo lado dos Estados Unidos, os primeiros primatas foram Albert 1 e Albert 2, que morreram em 1949 na ponta de foguetes V-2 capturados na Alemanha. Sputnik 5, a última missão Sputnik, foi lançada ao espaço em 19 de agosto de 1960 com os cachorros Belka e Strelka, quarenta camundongos, dois ratos e diversas plantas. As missões Korabl-Sputnik ainda levaram os cães Pchelka, Mushka, Chernuschka e Zvezdochka. O primeiro hominídeo no espaço foi o chimpanzé Ram lançado em um voo suborbital em 31 de janeiro de 1961 a bordo de uma nave Mercury em preparação ao primeiro voo dos Estados Unidos com humanos.
Iuri Gagarin (1934-1968) foi o primeiro homem no espaço, em um voo orbital de 48 minutos, a bordo da nave Vostok 1. O voo de Gagarin ocorreu em 12 de Abril de 1961. Neste voo ele disse a famosa frase: "A Terra é azul". A primeira mulher no espaço foi a Russa Valentina Tereshkova, que em 16 de junho de 1963 deu 46 voltas ao redor da Terra a bordo da nave Vostok VI. O lançamento da Sputnik e a colocação do primeiro homem no espaço devem-se, em grande parte, ao talento do engenheiro soviético Sergei Korolev, o engenheiro-chefe do programa espacial soviético, que conseguiu convencer Nikita Khrushchov, na época o líder da URSS, a investir no programa espacial. Foi ele quem primeiro teve a ideia de levar (realmente) homens à Lua.
O Sputnik I gerou uma onda histeria coletiva nos americanos  causando a "crise do Sputnik" e, em resposta, foi instituído o National Aeronautics and Space Act, que criou a NASA em 29 de Julho de 1958. Os Estados Unidos responderam com seu primeiro satélite, o Explorer I, em 31 de janeiro de 1958.
O número de satélites artificiais terrestres e sondas espaciais lançados pelos Estados Unidos e pela URSS multiplicaram-se nos primeiros anos da corrida espacial. Aos Sputniks da URSS seguiram-se, além do Explorer I, as Vanguard I, II e III dos Estados Unidos, e uma grande quantidade de satélites de comunicação, meteorológicos e espiões. Por volta da metade da década de 1960 ambos, EUA e URSS, haviam lançado tantos satélites que se tornaria inconveniente citar todos num artigo generalista como este. Além das Sputniks, os soviéticos haviam lançado 12 satélites da série Kosmos, e os Estados Unidos haviam lançado 16 satélites Explorers e mais 38 satélites de reconhecimento Discoverer, só para citar alguns.

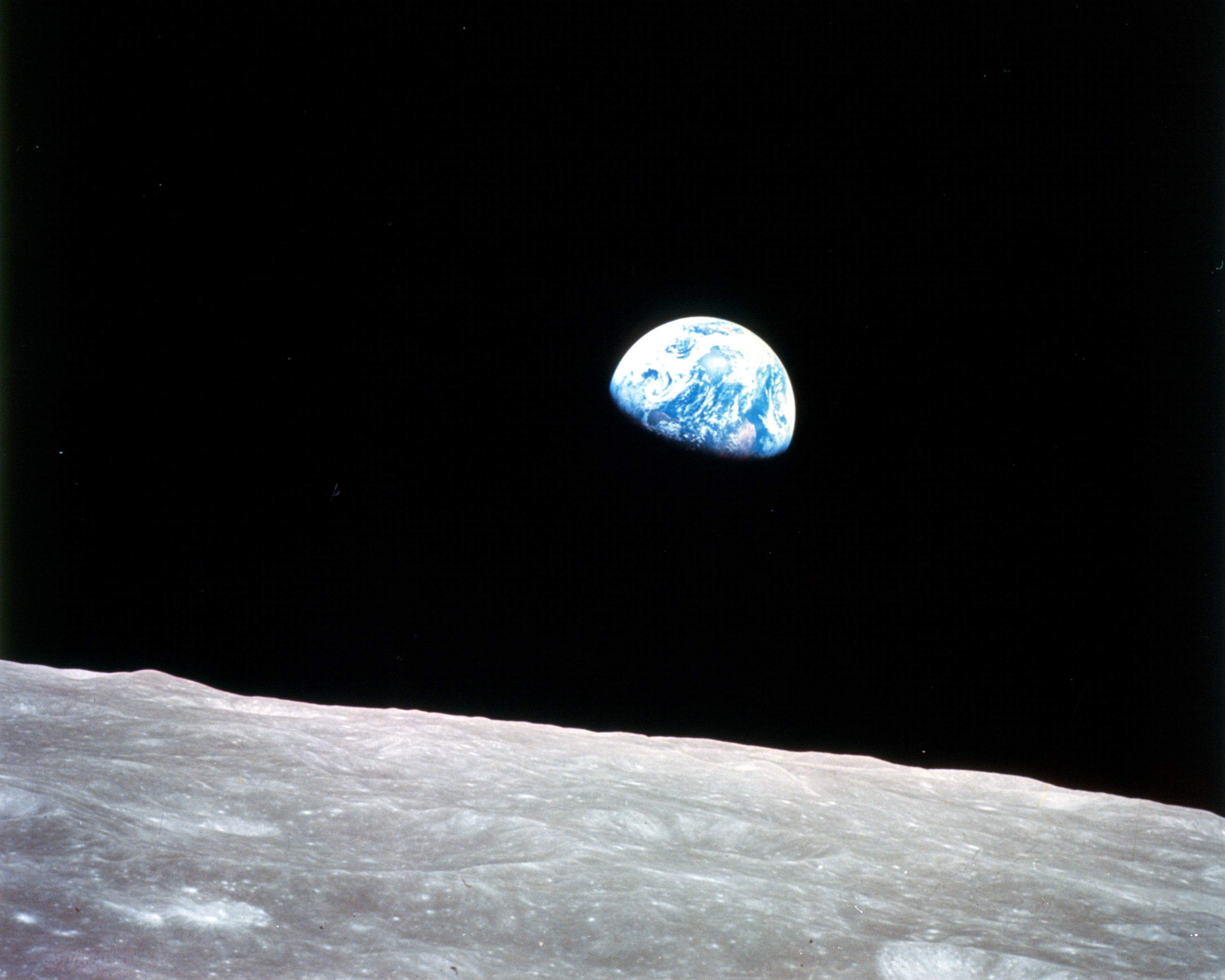
Visão da Terra a partir da Lua - Apollo 8

Os feitos iniciais da URSS na corrida espacial, que incluem o primeiro satélite artificial - o Sputnik - e o primeiro homem no espaço - Iuri Gagarin, desafiaram os Estados Unidos, cujo programa espacial ainda dava os primeiros passos - o primeiro norte-americano iria ao espaço só em 5 de maio de 1961, mesmo assim apenas em um voo sub-orbital. Num famoso discurso de 1961, John F. Kennedy lançou o desafio de "enviar homens à Lua e retorná-los a salvo" antes que a década terminasse.
A partir de então, os Estados Unidos colocaram em marcha um ambicioso programa espacial tripulado que iniciou com o Projeto Mercury, que usava uma cápsula com capacidade para um astronauta em manobras em órbita terrestre, seguido pelo Projeto Gemini com capacidade para dois astronautas, e finalmente o Projeto Apollo, cuja espaçonave tinha capacidade de levar três astronautas e pousar na Lua.
Os primeiros astronautas a circunavegar a Lua foram os tripulantes da Apollo 8, Frank Borman, James Lovell e William Anders, na noite de Natal de 1968.

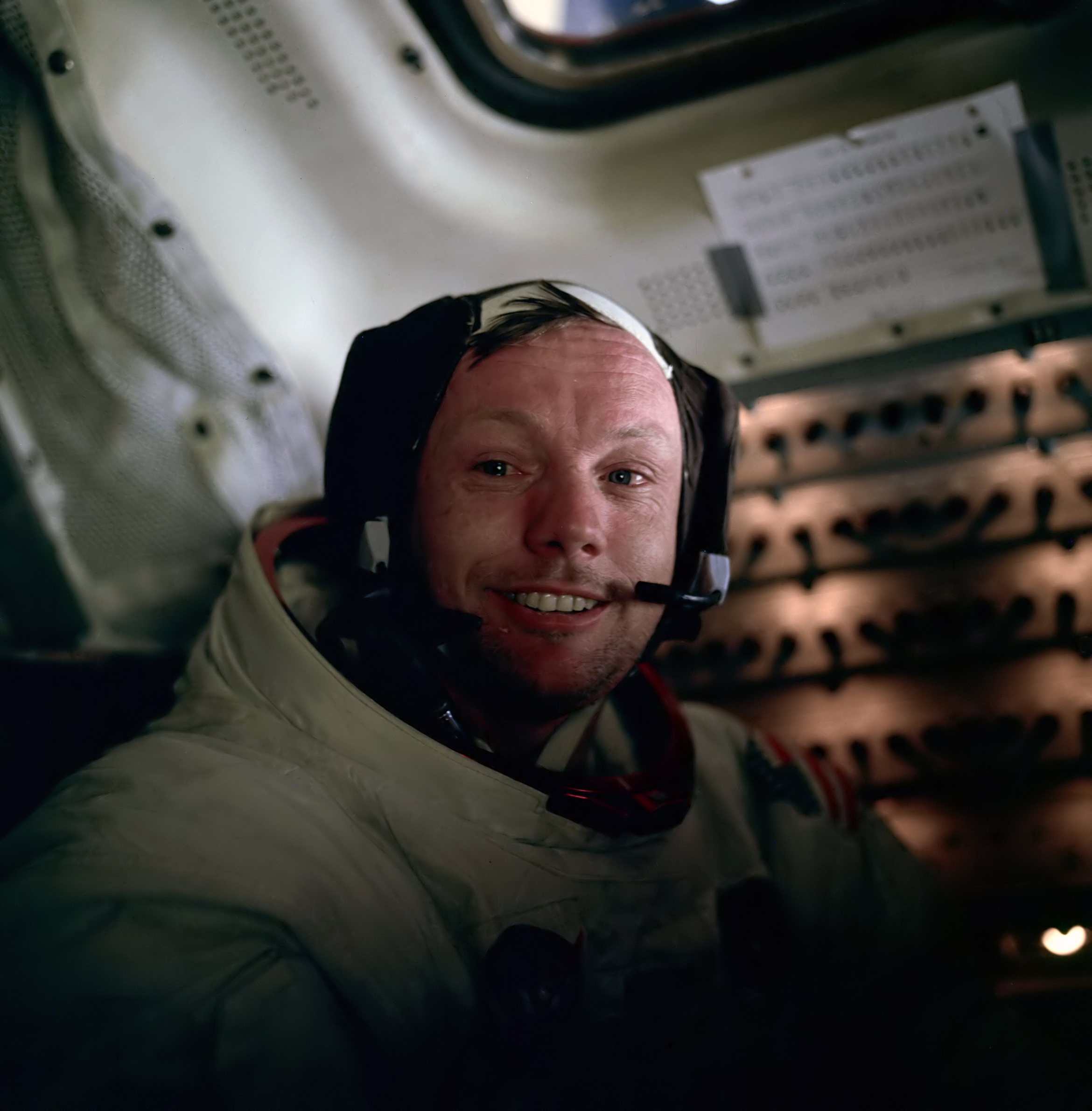
Neil Armstrong

Por problemas em suas missões Zond (que usavam a nave Soyuz modificada para circum-navegação da Lua), os soviéticos não foram capazes de levar homens à órbita da Lua antes dos Estados Unidos, e nunca mais o fariam. Apenas missões Zond não tripuladas, Zond 5 e Zond 6, o fizeram em setembro e novembro de 1968. Após isto, ainda houve as missões não tripuladas Zond 7 e Zond 8 que circum-navegaram a Lua em 1969 e 1970, já após os bem-sucedidos voos tripulados dos Estados Unidos para a Lua.
Finalmente, o objetivo de pousar homens na Lua foi alcançado em 20 de julho de 1969 pela Apollo 11.
Ficou famosa a frase do primeiro astronauta a pisar na Lua, Neil A. Armstrong: "Um pequeno passo para um homem, um salto gigantesco para a humanidade".
Em 1975 as naves Apollo 18 e a soviética Soyuz 19 realizaram um acoplamento no espaço, na primeira missão conjunta da Nasa (agência espacial dos Estados Unidos) e da agência espacial soviética.
Mais tarde, com a queda do comunismo, esta cooperação entre os dois países se intensificaria e eles acabariam participando juntos da construção da Estação Espacial Internacional.

## Programa espacial da URSS

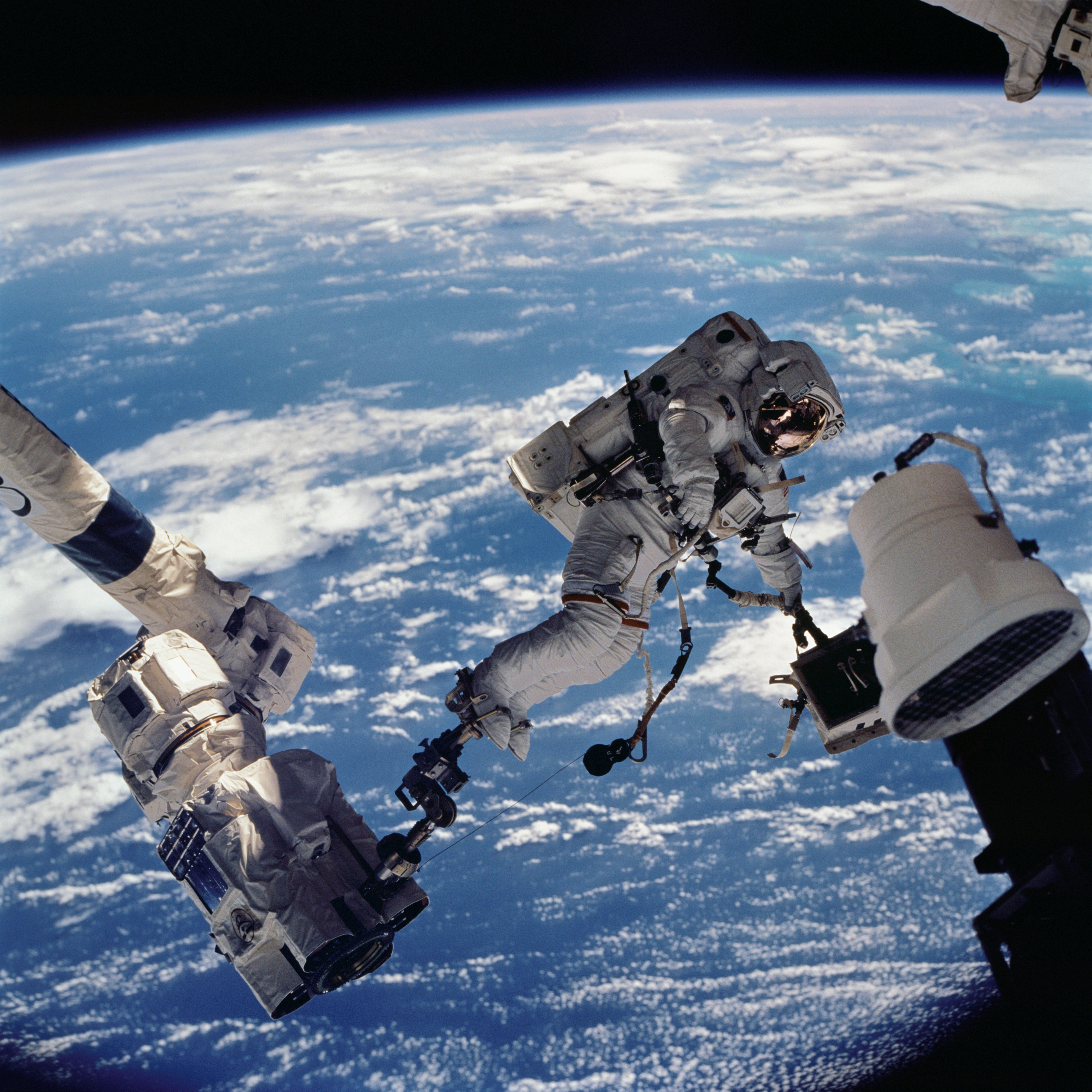
O astronauta norte-americano David Wolf faz reparos nos sistemas de acoplagem da Atlantis a Mir em 1997.

A URSS começou seu programa espacial com uma grande vantagem sobre os Estados Unidos. Isto ocorreu porque, devido a problemas técnicos para fabricar ogivas nucleares mais leves, os mísseis lançadores intercontinentais da URSS eram imensos e potentes se comparados com seus similares norte-americanos. Assim, os foguetes para seu programa espacial já estavam prontos como resultado do esforço militar soviético resultante da guerra fria.
Por consequência, os soviéticos foram capazes de colocar o primeiro satélite artificial em órbita (o Sputnik, de quase 84 kg) e os primeiros homens, Iuri Gagarin e Gherman Titov.
O lançamento do Sputnik foi parte de um esforço de preparação da URSS para enviar missões tripuladas ao espaço, que consistiu em oito voos não tripulados: Sputnik 1, Sputnik 2, Sputnik 3, Korabl-Sputnik 1 (Sputnik 4), Korabl-Sputnik 2 (Sputnik 5), Korabl-Sputnik 3 (Sputnik 6), Korabl-Sputnik 4 (Sputnik 7) e Korabl-Sputnik 5 (Sputnik 8). Os dois últimos, usando naves Vostok, já com padrão compatível com o envio de humanos ao espaço. Embora a URSS nunca tenha admitido, seu programa espacial incluía planos para pousar homens na Lua (este programa mais amplo chamava-se de Lunar L1). A prova disto é a existência de um módulo lunar soviético, chamado de LK lander, cuja existência era desconhecida até recentemente no ocidente.[carece de fontes?]
O programa espacial da URSS, durante o período da corrida espacial, consistiu em três projetos (além das missões não tripuladas Sputnik ocorridas antes das missões Vostok e de uma série de sondas enviadas a outros planetas e à Lua): Vostok (nave com capacidade para um cosmonauta), Voskhod (para dois ou  três cosmonautas) e Soyuz (para três cosmonautas) que aproximadamente acompanhavam as capacidades de seus congêneres dos Estados Unidos: Projeto Mercury, Projeto Gemini e Projeto Apollo.[carece de fontes?]
Porém, nem tudo eram sucessos no lado da URSS. Em um acidente ocorrido na plataforma de lançamento em 1960, dezenas de cientistas e técnicos soviéticos morreram, atrasando os planos soviéticos para o espaço. Mas o pior ocorreu em 1966, com a prematura morte de Sergei Korolev, o engenheiro-chefe do programa espacial soviético. Ainda houve o acidente com a Soyuz 1, em abril de 1967, com a morte do cosmonauta Vladimir Komarov, que atrasou o Projeto Soyuz em 18 meses. Estes fatos somados a falta de verbas, pouco controle de qualidade da indústria soviética e o desinteresse dos militares da cúpula do regime pelo programa espacial foram as principais causas do fracasso dos soviéticos em chegar à Lua.[carece de fontes?]
Mesmo não tendo conseguido levar homens à Lua, o programa espacial soviético foi muito bem-sucedido em uma diversidade de aspectos, e aí se inclui a estação espacial MIR — um esboço e campo de provas para o que viria a ser a Estação Espacial Internacional. A URSS também desenvolveu um veículo reutilizável semelhante ao Ônibus Espacial dos Estados Unidos, chamado Buran. No entanto, o veículo foi usado apenas uma vez, em um voo não tripulado, e abandonado em seguida.[carece de fontes?]
O programa espacial da Rússia (a herdeira da ex-União Soviética) conta até hoje com a nave Soyuz, a espaçonave mais antiga da história da exploração espacial ainda em uso, e também com a nave de carga Progress, uma versão modificada da Soyuz, que está sendo usada para abastecer a Estação Espacial Internacional, bem como com um poderoso lançador, o foguete Proton.[carece de fontes?]
|  |  |

## Programa espacial dos EUA

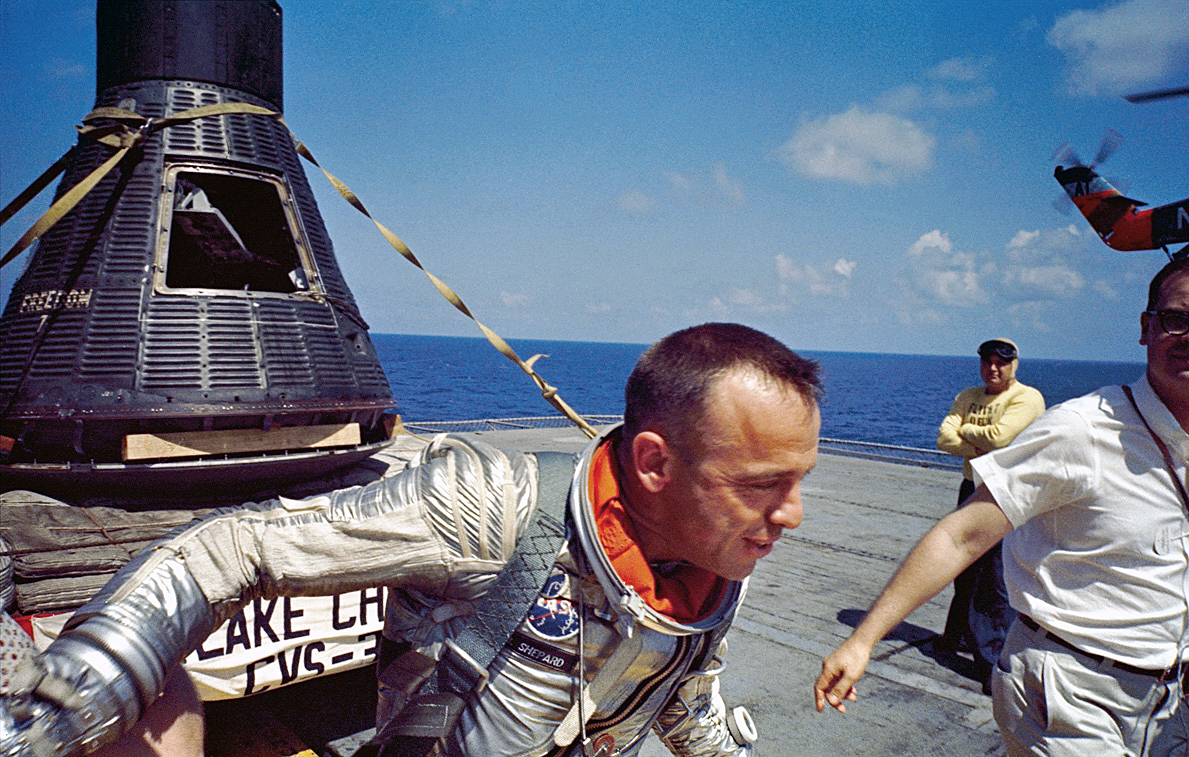
Alan Shepard após o pouso da Freedom 7

Muito do atraso inicial do programa espacial dos Estados Unidos pode ser atribuído a um erro estratégico de investir inicialmente nos lançadores Vanguard, mais complexos e menos confiáveis que os lançadores Redstone (baseados nos antigos V-2 alemães). Isto acarretou em uma capacidade de lançamento norte-americana de 5 kg enquanto a Sputnik 1, de 84 kg mas com capacidade de 500 kg, havia sido recém-lançada pela URSS.[carece de fontes?]
Mesmo assim, após a Sputnik, os Estados Unidos responderam com a Explorer I e as Vanguard I, II e III. Muito teria que ser feito para se chegar ao gigantesco foguete Saturno V, desenvolvido pela equipe chefiada por Von Braun, e que permitiria enviar a nave Apollo à Lua. O Saturno V tinha três estágios, 110 m de altura, e 2,7 milhões de kg, propelido pelos cinco poderosos motores F-1 do primeiro estágio, mais os motores J-2 dos estágios seguintes.[carece de fontes?]
Em julho de 1958 é criada a agência espacial dos Estados Unidos, NASA, responsável por coordenar todo o esforço norte-americano de exploração espacial e administrar o programa espacial dos EUA. O programa espacial dos Estados Unidos iniciou com o Projeto Mercury, baseado em uma nave com capacidade para um astronauta e manobras em órbita da Terra.[carece de fontes?]

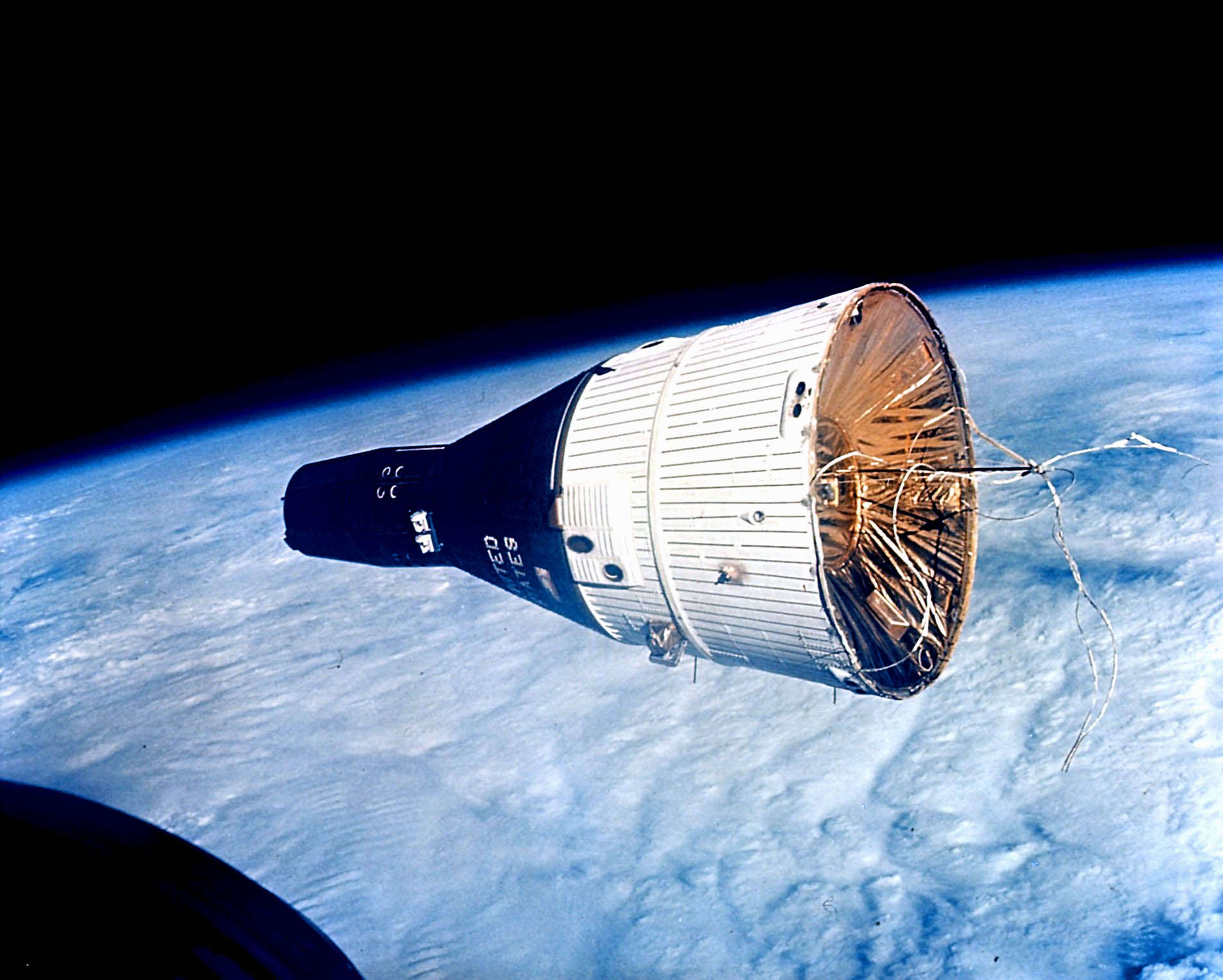
Nave Gemini em órbita

A seguir, a NASA desenvolveu o Projeto Gemini, que consistia em uma nave com capacidade para dois astronautas e manobras em órbita da Terra. Os principais objetivos das missões Gemini eram testar a acoplagem em órbita e atividades extra-veiculares, duas habilidades consideradas necessárias para o pouso na Lua. O lançador usado no Projeto Gemini foi o foguete Atlas. O Projeto Gemini também usou o estágio Agena, um veículo para treinamento de rendez-vous e acoplamento.[carece de fontes?]
Houve doze voos no Projeto Gemini, dez deles tripulados, que ocorreram entre março de 1965 e novembro de 1966. O projeto foi bem-sucedido em seus objetivos de desenvolver a tecnologia e preparar os astronautas para as missões para a Lua. Finalmente, os Estados Unidos foram bem-sucedidos em seu objetivo de alcançar a Lua antes da URSS, em 1969, com o Projeto Apollo. Este projeto envolveu um fantástico esforço de US$ 20 bilhões, 20 mil companhias que desenvolveram/fabricaram componentes e peças, e 300 mil trabalhadores.[carece de fontes?]
Seis missões Apollo pousaram na Lua (no total de doze astronautas que caminharam na Lua). Todas as missões tripuladas Apollo fizeram uso do foguete Saturno V, com exceção das Apollo 7, Skylab II, III e IV, e Apollo 18, que fizeram uso do foguete Saturno IB, menos potente e mais barato, pois estas missões foram missões com pequena carga em órbita terrestre. Após a missão Apollo 18, a Nasa abandonou a nave Apollo para desenvolver um veículo reutilizável, chamado Ônibus Espacial (Space Shuttle; em Portugal: Vaivém Espacial), que entrou em operação em 1981. Embora o Ônibus Espacial não seja totalmente reutilizável, como era pretendido no início do seu desenvolvimento, acabou atendendo às necessidades da Nasa até recentemente.[carece de fontes?]
O projeto de construção de veículos espaciais reutilizáveis remonta de 1975, quando foram feitos os primeiros testes de um protótipo acoplado a um avião Boeing adaptado a testes de voo a grande altitude. O objetivo foi testar a aerodinâmica e a dirigibilidade do Ônibus Espacial.

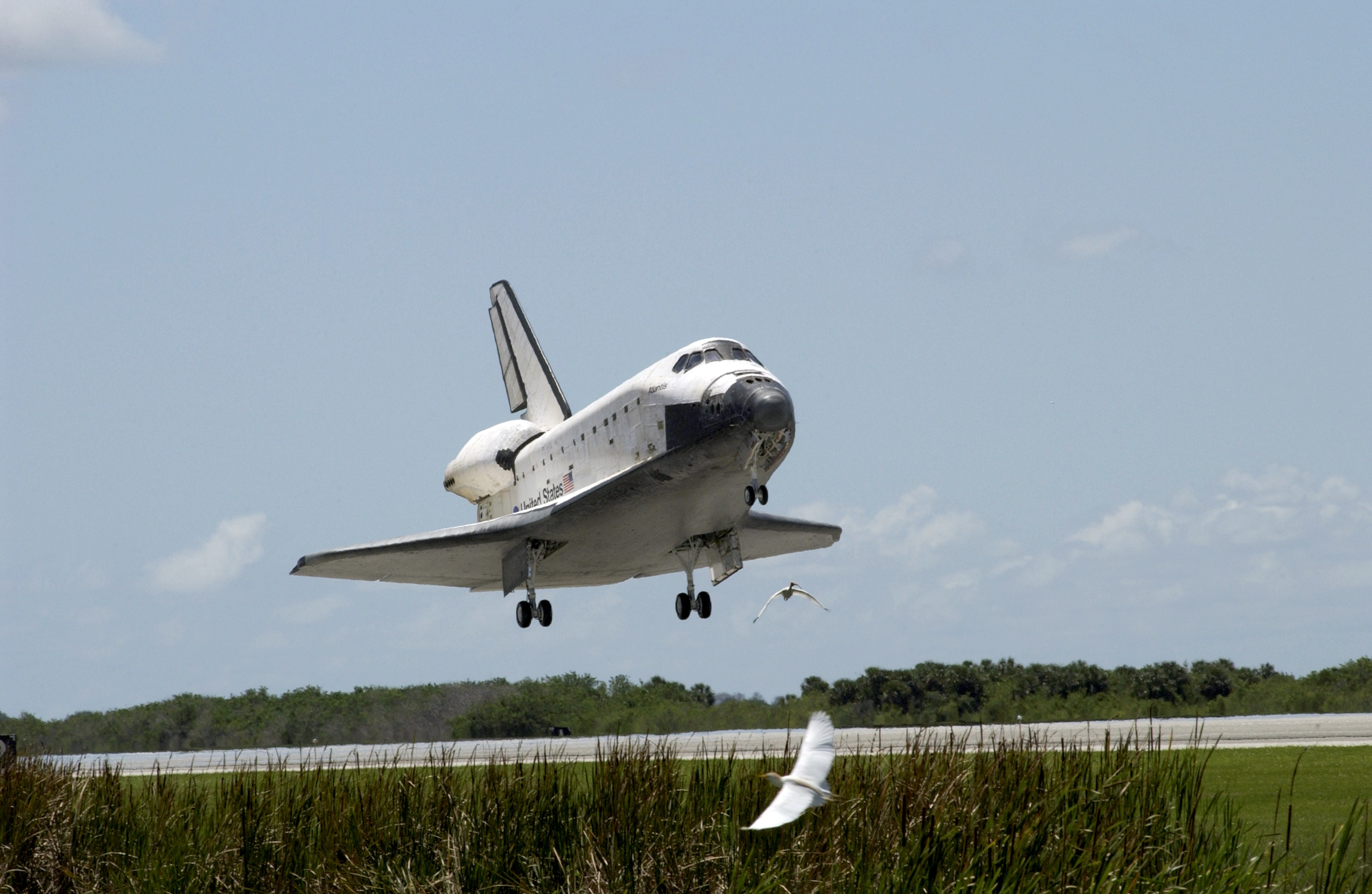
Ônibus Espacial Atlantis pousando

Foram construídas cinco espaçonaves deste tipo, chamadas Columbia, Challenger, Discovery, Atlantis e Endeavour, que foram usadas em diversas missões no espaço. Destas apenas a Discovery, a Atlantis e a Endeavour ainda existem, já que as outras acabaram destruídas em acidentes que se tornaram tragédias da história da exploração espacial. Ainda foram construídas mais duas naves, uma chamada Enterprise, usada apenas para testes de pouso, mas sem capacidade de entrar em órbita, e a outra chamada Pathfinder, um simulador usado para treinamento dos astronautas.[carece de fontes?]
Na década de 1980, os EUA desenvolveram tecnologias de armas espaciais e de guerra espacial, que quase resultaram na militarização do espaço. Foi concebida a Iniciativa Estratégica de Defesa, popularmente conhecida como "Guerra nas Estrelas", que consistia numa rede de satélites militares armados, capazes de abater os mísseis balísticos intercontinentais soviéticos no espaço. Em resposta, a URSS criou a estação espacial armada Polyus para fazer frente ao projeto dos EUA. Entretanto após seu lançamento, a Polyus caiu no oceano Pacífico.
Um dos grandes feitos recentes da NASA foi o Telescópio Espacial Hubble, posto em órbita da Terra em 1990, e que captou as mais nítidas imagens do céu até então vistas e que estão permitindo descobrir as origens de nosso Universo. Atualmente os Estados Unidos participam, junto com outros 15 países, da construção da Estação Espacial Internacional.[carece de fontes?]

## Programa espacial da China
O Programa espacial chinês teve início em 1956, através da cooperação em ciência, tecnologia espacial e desenvolvimento de foguetes do governo comunista da China com a então União Soviética. Mesmo com o afastamento da então URSS devido a divergências políticas com o governo de Mao Tse Tung em 1960, a comunidade científica chinesa continuou seus testes e experiências e durante a década de 60 construiu e lançou diversos foguetes.[carece de fontes?]
O desenvolvimento do foguete orbital Longa Marcha - que seria o pilar dos lançamentos espaciais chineses - nos últimos anos da década, levaria a China a colocar um satélite - o Dong Fang Hong I - em órbita, em 1970, o primeiro de uma série de mais de cinquenta lançados nas décadas seguintes.

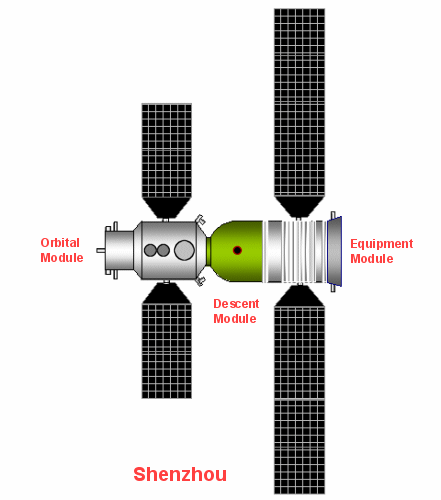
A nave Shenzhou, desenvolvida nos anos 90 para levar um homem ao espaço é a maior realização do programa espacial chinês; o módulo em verde é o único que volta à Terra, trazendo os taikonautas da missão.

Como o apoio do governo comunista chinês, no começo dos anos 70, o Projeto 714, que esperava colocar dois homens em órbita terrestre, começou a ser desenvolvido, mas terminou cancelado por falta de investimento financeiro, devido a discordâncias políticas internas durante o período da Revolução Cultural. Foi somente nos anos 90 que a comunidade astronáutica da China pôde finalmente se dedicar seriamente ao esforço tecnológico de enviar um homem ao espaço, quando a Administração Espacial Nacional recebeu sinal verde e fundos suficientes para o desenvolvimento do Programa Shenzhou, iniciado em 1992, que culminou com a primeira missão tripulada chinesa ao espaço em 15 de outubro de 2003, a Shenzhou 5, levando a bordo o coronel Yang Liwei para 21 horas em órbita da Terra, colocando os chineses dentro do seleto clube dos três países que já enviaram humanos ao espaço por seus próprios meios.
Atualmente, o governo e a agência espacial chinesa programam-se para novas missões no espaço: em 2020 a China espera ter em funcionamento o Tiangong 3, a primeira estação espacial modular chinesa com capacidade de alojar por 40 dias 3 taikonautas, e em 2025 planeja conduzir com êxito a aterrissagem humana na Lua. Também foi estabelecido como objetivo construir uma base exploratória na Lua e conduzir missões tripuladas a Marte.

## Outros programas
Recentemente os programas espaciais dos Estados Unidos e da Rússia (herdeira do programa espacial da extinta URSS) começaram a receber concorrência de programas de outros países, tais como a Comunidade Europeia, o Brasil e o Japão.
A Agência Espacial Europeia (ESA) conta com um ótimo lançador para satélites, o foguete Ariane. A ESA também desenvolveu um veículo reutilizável semelhante ao Ônibus Espacial americano, chamado Hermes. No entanto, devido aos custos, o projeto foi abandonado.
Além desses, destaca-se as iniciativas do Brasil, que desde de a década de 70 demonstra um crescente interesse pelo setor, sobretudo após a criação do Instituto Nacional de Pesquisas Espaciais (INPE) e da Agência Espacial Brasileira (AEB). A utilização e lançamento de satélites, se demonstraram imprescindíveis para o monitoramento de queimadas na Amazônia; outrossim, iniciativas como o lançamento do primeiro lusófono e brasileiro ao espaço, em 2006, através do astronauta Marcos Pontes, ajudam a estimular a ciência no país. No entanto, a falta de financiamento do Estado para tais projetos está, aos poucos, sufocando a pesquisa astronáutica nacional, aliada à falta de consciência da população a respeito da importância dos programas.
Também começaram as primeiras tentativas privadas de exploração espacial e voos espaciais privados, como é o caso da SpaceShipOne que foi bem-sucedida em enviar astronautas em voos suborbitais acima de 100 km de altitude. Atualmente, um reprojeto para 6 tripulantes e 2 pilotos chamado SpaceShipTwo bancado pela companhia Virgin Galactic pretende levar turistas espaciais ao custo de US$ 250 mil a viagem. Estes voos estão programados para iniciarem em 2015, inaugurando uma nova era de turismo espacial sendo previsto o voo inaugural em 2015 por Sir.Richard Branson e sua família.

## Acidentes e tragédias
Mesmo com toda a tecnologia e controle de qualidade, em um ambiente tão hostil como o espaço, e envolvendo máquinas tão complexas, é de se esperar que ocorram erros. Muitos acidentes ficaram para a história da exploração espacial. Alguns deles provocaram baixas entre os astronautas e cosmonautas. Em 24 de outubro de 1960, uma explosão na plataforma de lançamento matou dezenas de cientistas e técnicos da URSS.
No dia 23 de março de 1961 (poucos dias antes do voo pioneiro de Iuri Gagarin ao espaço), irrompe um incêndio no interior de uma cápsula Vostok. O cosmonauta que realizava treinamento a bordo da nave, Valentin Bondarenko, não tem tempo de escapar e sofre queimaduras graves, vindo a falecer num hospital poucas horas depois. Isso somente viria a ser admitido oficialmente pela URSS em 1985. Em 1966, a nave Gemini VIII ficou desgovernada no espaço, mas os astronautas conseguiram reassumir o controle da nave e regressar a Terra. Apesar de seus tripulantes (Neil Armstrong e David Scott) conseguirem retornar à Terra em segurança, sua missão não foi completada e eles pousaram no Mar da China, a milhares de quilômetros do local previsto.
Passado um ano, os astronautas Virgil "Gus" Ivan Grissom, Edward Higgins White II e Roger Bruce Chaffee, do Projeto Apollo, morreram no solo em um incêndio dentro da cabine de comando, no que ficou conhecido como "Apollo 1". Em abril de 1967, o cosmonauta Vladimir Komarov teve uma variedade de problemas técnicos com a nave Soyuz 1, e acabou morrendo no pouso, no acidente que atrasou o programa espacial soviético em 18 meses. Em 21 de fevereiro de 1969 um foguete do programa lunar soviético caiu, logo após o lançamento, sobre uma cidade matando 350 pessoas.

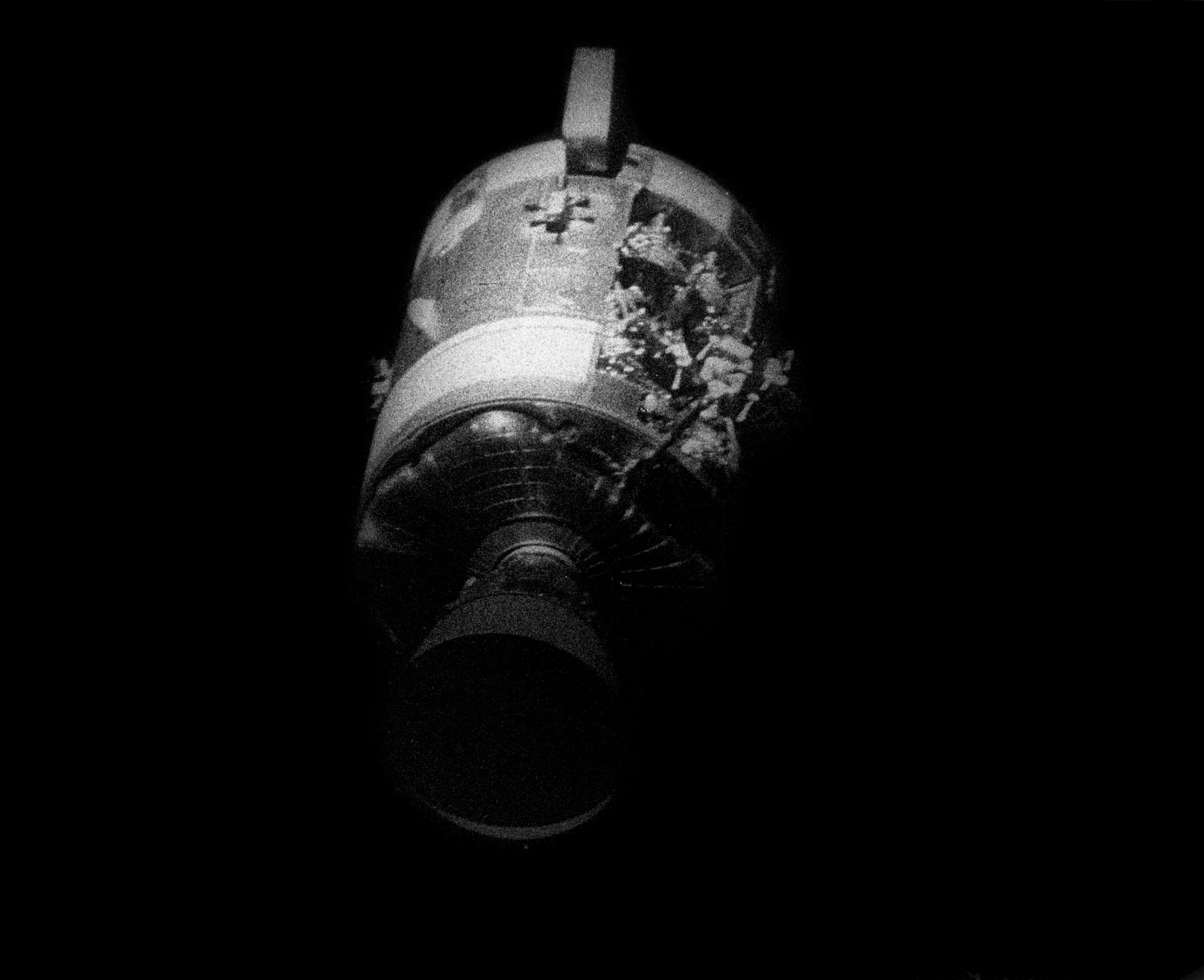
Visão dos danos no Módulo de Serviço da Apollo 13, fotografado pela escotilha do Módulo de Comando após a separação.

Em 1970, devido a um acidente grave, ocasionado por uma faísca de um curto-circuito nos tanques ao serem agitados os gases criogênicos, procedimento padrão da Missão, a Apollo 13 ficou seriamente avariada em seu caminho em direção à Lua. Isto impossibilitou seu pouso na Lua e resultou em um retorno tenso e espetacular à Terra, com um mínimo de oxigênio remanescente, no mais conhecido acidente espacial da história. O episódio terminou, contudo, de forma satisfatória para os seus tripulantes. A frase que marcou o evento foi: OK, Houston, we have a problem here. ("Houston, nós temos um problema aqui").
Em 30 de junho de 1971, a despressurização da nave Soyuz matou os cosmonautas Georgy Dobrovolsky, Vladislav Volkov e Viktor Patsayev, que haviam cumprido uma missão de 24 dias em órbita.

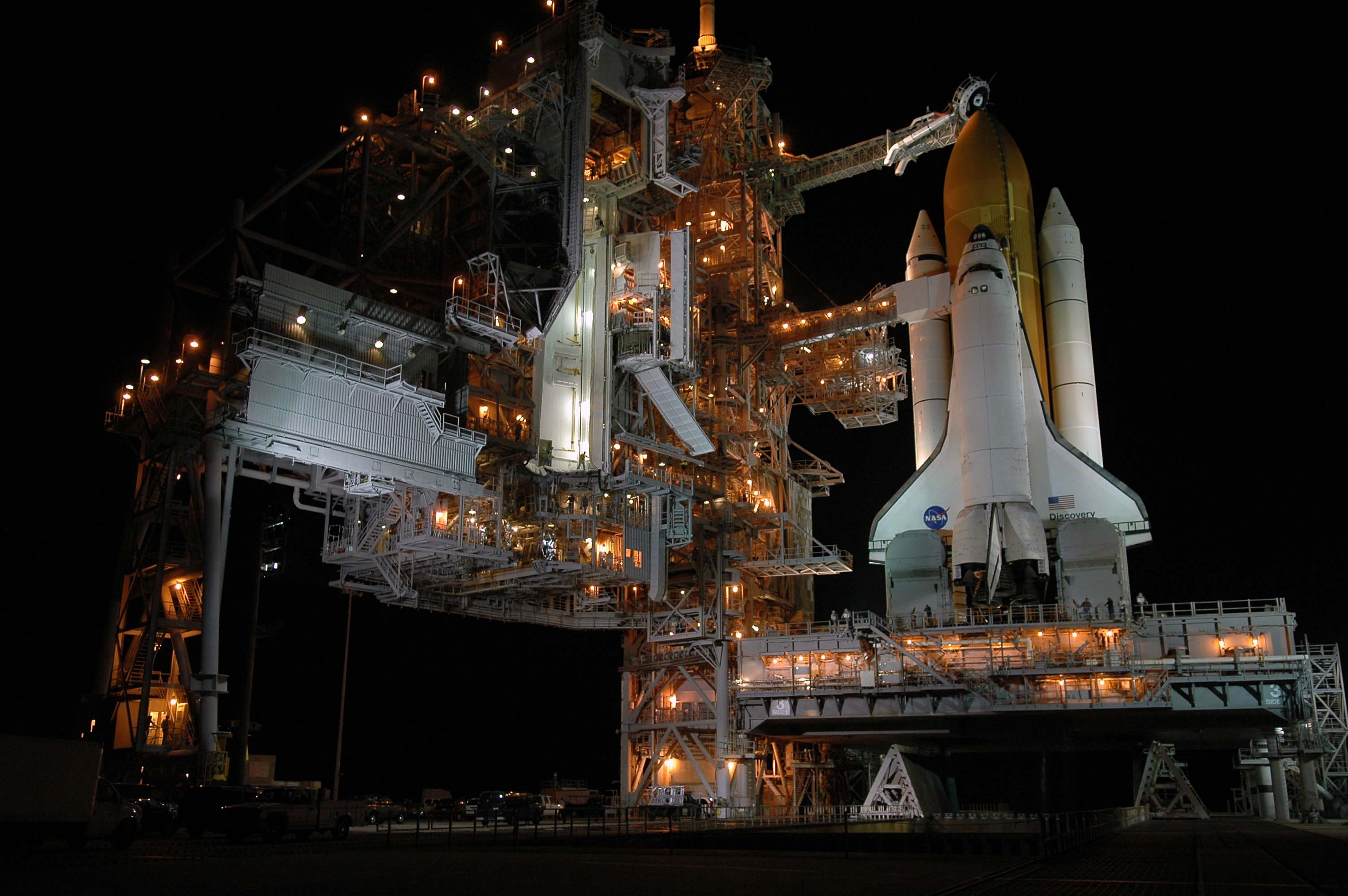
O ônibus espacial Discovery preparado para o seu lançamento na missão STS-114, em 26 de julho de 2005. Foi a primeira missão do programa do ônibus espacial de volta ao espaço após o desastre da nave Columbia em fevereiro de 2003.

Em 28 de janeiro de 1986, um defeito no anel de borracha que vedava os foguetes à combustível sólido causou a explosão do Ônibus Espacial Challenger, matando todos seus ocupantes, inclusive a professora Christa MacAulife, a primeira civil a participar de um voo espacial. Mais recentemente, em 2003, ocorreu o acidente do ônibus espacial Columbia, que explodiu nos procedimentos finais de pouso, matando todos os seus sete tripulantes.
Em 22 de agosto de 2003, uma explosão destruiu o Veículo Lançador de Satélite (VLS-1), na base brasileira de Alcântara, no Estado do Maranhão. A causa do acidente de Alcântara, segundo o major brigadeiro Tiago Ribeiro, diretor do Centro Técnico Aeroespacial (CTA), em São José dos Campos, São Paulo, foi a ignição espontânea de um dos quatro motores do VLS-1. A explosão destruiu os equipamentos e matou 21 pessoas da equipe Centro de Lançamento de Alcântara (CLA).
O primeiro acidente registrado entre satélites artificiais foi a colisão entre satélites de 2009, ocorrida em 10 de fevereiro, quando um satélite russo desativado colidiu com um satélite de comunicações privado estadunidense a 780 km de altitude sobre a Sibéria, gerando uma nuvem de lixo espacial. Afirmou-se que estes detritos não representam risco para a Estação Espacial Internacional.

## Sondas espaciais
Se a presença de humanos na Lua é um feito tecnológico grandioso, a maioria das descobertas científicas mais interessantes têm sido feitas por sondas teleguiadas não tripuladas. A primeira sonda espacial foi a soviética Lunik II, que pousou na Lua em 1959. Depois disto seguiram-se diversas sondas da URSS e dos Estados Unidos, enviadas para a Lua e diversos planetas. Em janeiro de 1962, a sonda Ranger 3 dos Estados Unidos, de 327 kg, falhou em pousar na Lua e entrou em órbita solar. Em abril de 1962, a Ranger 4, de 328 kg, se tornou a primeira sonda norte-americano a atingir a Lua. A Ranger 4 não pousou exatamente, mas ocorreu um impacto com a superfície lunar. O mesmo aconteceu com a Ranger 6, em janeiro de 1964.

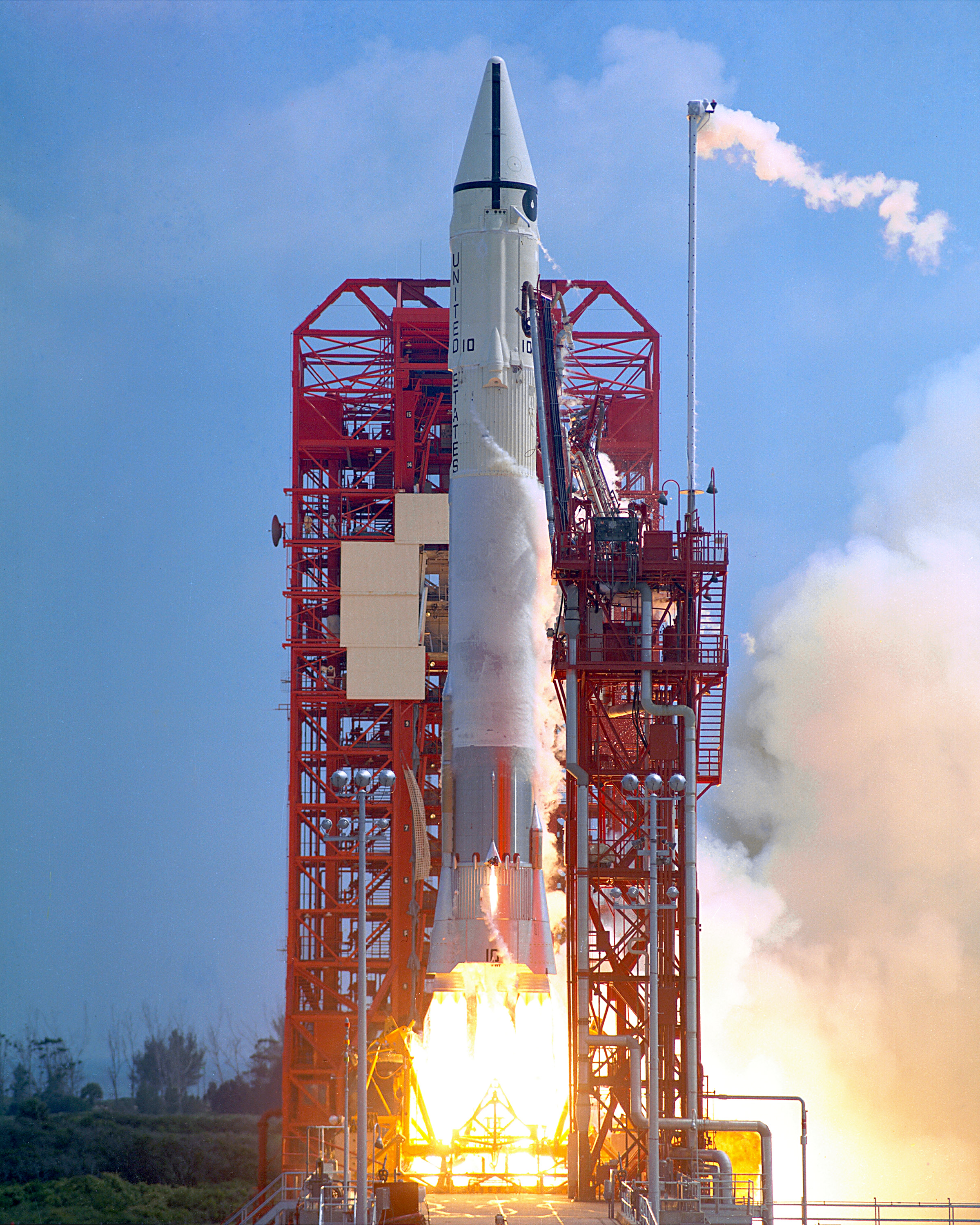
Foguete Atlas-Centauro lança o Surveyor 1 em 30 de maio de 1966

Entre 1966 e 1968, os Estados Unidos enviaram 7 sondas Programa Surveyor para a Lua. Partes da Surveyor 3 foram coletadas para estudo pela missão Apollo 12 em novembro de 1969. A primeira sonda interplanetária foi a Mariner 2, que pousou em Vênus em 1962. Ela foi seguida pela Venera 7 da URSS, que chegou em Vênus em 1970. Em 1968 as missões Zond 5 e Zond 6 da URSS foram bem-sucedidas em circum-navegar a Lua.
Em 1970 a URSS foi bem-sucedida em enviar a Lua o veículo por controle remoto (rover) Lunokhod 1, a bordo da nave Lunik 17. A URSS coletou muitas pedras lunares através de suas sondas Lunik. Em 1971 a Mariner 9 enviou muitas fotos da superfície de Marte. No mesmo ano a sonda Marte 2 da URSS também chegou a Marte. A Mariner 10 sobrevoou Mercúrio em 1974. Os EUA também enviaram sondas de longa distância e com missões longas, como por exemplo as Pioneer 10 e 11 que pesquisaram Júpiter em 1973 e 1974, e em 1979 enviaram fotos de Saturno. A Pioneer 10 foi o primeiro artefato humano a abandonar o sistema solar. Lançada em 3 de março de 1972, sobrevoou Júpiter a aproximadamente 131 000 km em 3 de dezembro de 1973. Depois, em 3 de dezembro de 1974, a Pioneer 11 também sobrevoou Júpiter a 46 000 km, seguindo rota depois para Saturno.
Também devemos lembrar as Voyager 1 e 2 que pesquisaram os planetas externos do sistema solar e abandonaram o sistema solar partindo para uma viagem sem volta em direção das estrelas. A Voyager 2, lançada em 20 de agosto de 1977 passou a 286 000 km de Júpiter e a 101 000 km de Saturno. Em 24 de janeiro de 1986 ela passou a 82 000 km de Urano, e em 25 de agosto de 1989 passou a menos de 3 000 km de Netuno, o planeta mais distante da Terra a ser visitado por uma sonda espacial, é esperado que ela fique totalmente sem energia em 2025. Em 1976 as Viking (EUA) pousaram em Marte e coletaram muitos dados do planeta, assim como enviaram muitas fotografias de seu relevo. Mais avançada, a Pathfinder dos EUA pousou no solo de Marte em 1997, com um veículo robótico (rover) capaz de movimentar-se na superfície marciana e enviar fotos detalhadas de seu terreno. A sonda Deep Space 1 foi lançada em 24 de outubro de 1998, testando diversas novas tecnologias espaciais. Sua missão foi bem sucedida em se encontrar com o cometa Borrelly e enviar as melhores fotos de um cometa jamais obtidas. A nave deixou de funcionar em dezembro de 2001.

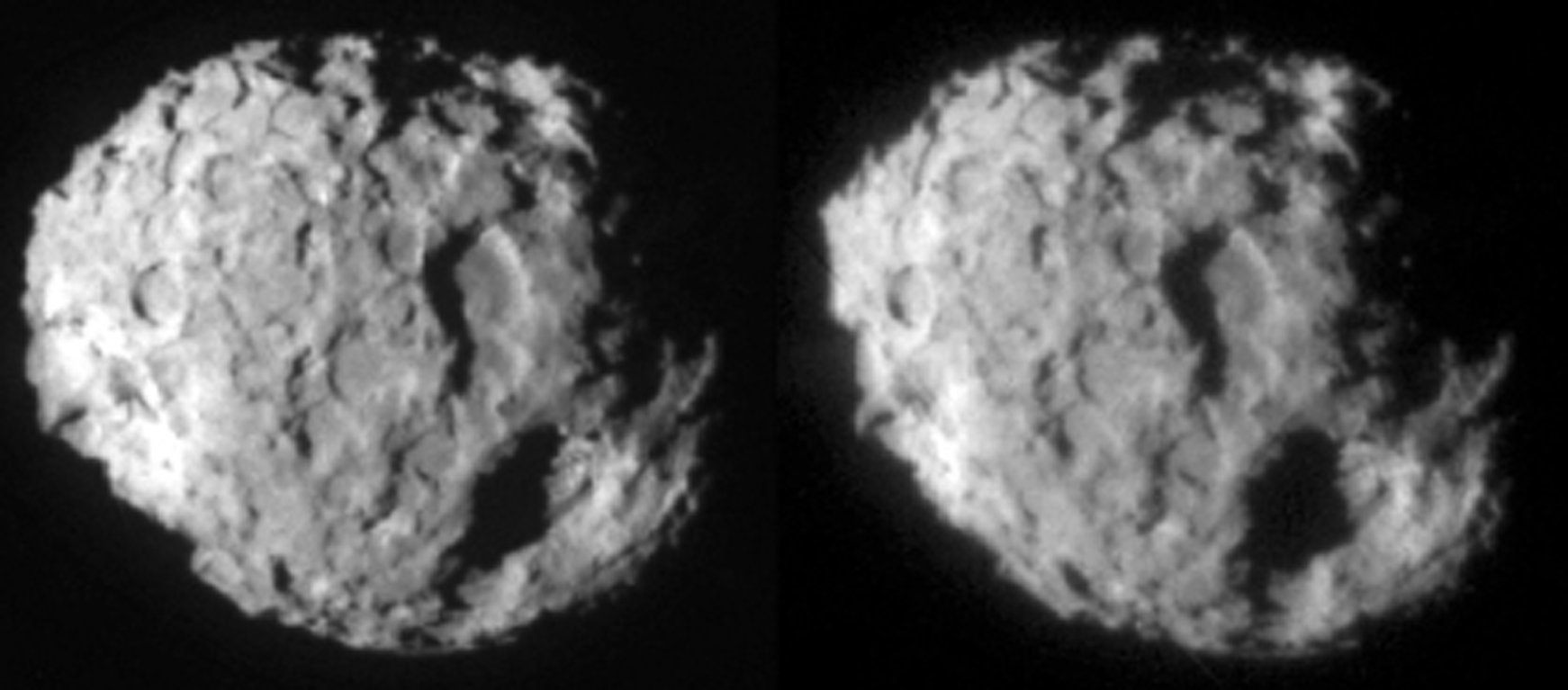
Foto tirada pela Stardust do cometa Wild 2

Mais ambiciosa que a missão da Deep Space 1, a Stardust foi projetada para coletar material de um cometa e retornar à Terra para estudos. A nave foi lançada ao espaço em 7 de fevereiro de 1999 e alcançou o cometa Wild 2 em janeiro de 2004. A nave retornou com o material coletado do cometa em 15 de janeiro de 2006. Genesis foi uma missão para coletar íons no espaço exterior, no período de 30 de novembro de 2001 até 1 de abril de 2004, numa região entre o Sol e a Terra chamada "ponto L1", e retorná-los para estudos. A missão retornou com o material em uma cápsula em 8 de setembro de 2004. Embora tenha ocorrido um problema técnico com o pára-quedas e a nave tenha se danificado na queda, o material foi recolhido em bom estado e poderá ser estudado.

Sonda Cassini-Huygens

Ainda são dignas de menção a sonda Galileu, que descobriu vulcões em Júpiter, e a sonda Cassini, lançada em 1997, que pesquisa Saturno.
No Natal de 2004 a Sonda europeia Huygens desprendeu-se de sua nave-mãe, a norte-americano Cassini, e iniciou sua viagem para pousar em Titã, lua de Saturno, tendo pousado em Titã com sucesso em 14 de janeiro de 2005, no primeiro pouso de nave espacial em outro satélite natural que não a nossa Lua. Uma das descobertas científicas desta sonda mostraram que em Titã "chove" metano, provocando fluxos líquidos. Isto ocorre porque a temperatura de Titã é de 180 ºC negativos.

## Exploração de Marte

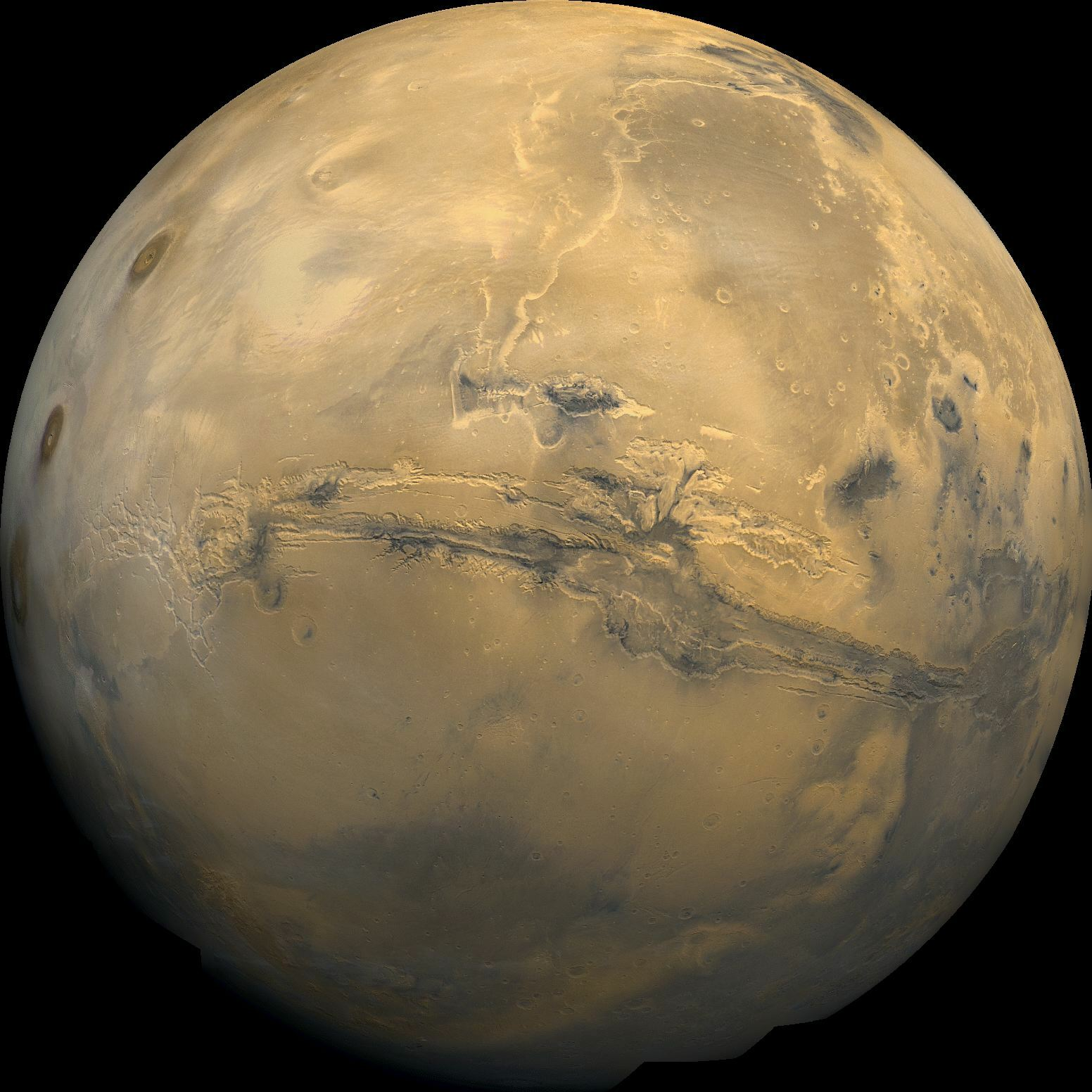
Marte

O planeta do sistema solar que mais atraiu a imaginação do homem foi sempre o "planeta vermelho". Palco para inúmeras histórias de ficção-científica, Marte é o planeta do sistema solar que possui a atmosfera mais próxima aos parâmetros da atmosfera terrestre.
Objeto de estudo das missões Viking, Pathfinder, Mars Global Surveyor, Mars Odyssey e Mars Express, muitas descobertas ainda estão para serem feitas, particularmente a resposta à pergunta se Marte possui vida ou não.
As missões Viking enviaram duas naves gêmeas para Marte, as Viking 1 e Viking 2.  A Viking 1 foi lançada em 20 de agosto de 1975 e chegou em Marte em 19 de junho de 1976. A Viking 2 foi lançada em 9 de setembro de 1975 e entrou em órbita de Marte em 7 de agosto de 1976. Ambas pousaram naves-filhas, os Landers, que tiraram fotos, tomaram amostras e efetuaram análises de solo em busca de vida marciana.

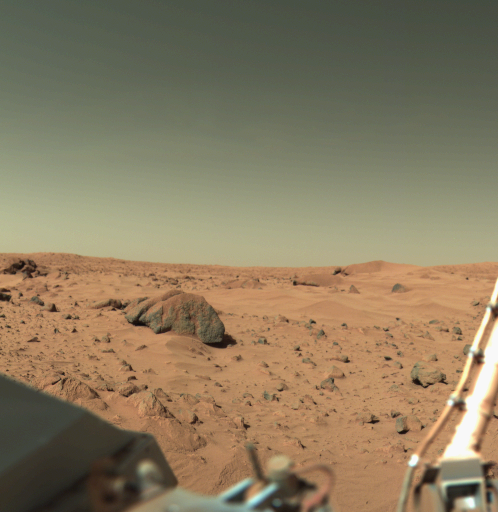
sítio da Viking Lander 1

Foram exatamente as análises do solo marciano, feitas pelos Landers das missões Viking, que permitiram aos cientistas classificar diversos meteoritos encontrados aqui na Terra como de origem marciana. Um deles em especial, chamado cientificamente de ALH 84001, caído na Terra há dezenas de milhares de anos e encontrado entre 1984 e 1985, causou sensação em 2001 pois apresentava possíveis indícios de vida bacteriana fossilizada, na forma de pequenas estruturas minerais - evidência de vida extraterrestre. A evidência mostrou-se polêmica e foi rejeitada.
Às missões Viking seguiu-se a Pathfinder, que foi uma das mais bem sucedidas sondas da história da exploração espacial. A Pathfinder foi lançada ao espaço em 4 de dezembro de 1996. Ela possuía um robô chamado Sojourner, que permitia mobilidade nas observações da superfície marciana. O robô foi projetado para movimentar-se pela superfície de Marte e colher amostras, assim como fazer análises do solo.

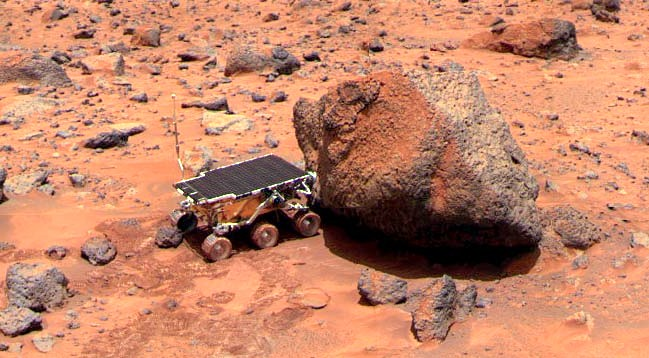
Sojourner rover (missão Pathfinder) no solo de Marte

As imagens da Pathfinder foram recebidas até setembro de 1997, quando as transmissões se interromperam por algum problema desconhecido.
A Mars Global Surveyor é uma nave da Nasa lançada em 7 de novembro de 1996, que chegou à órbita de Marte em 12 de setembro de 1997. Sua missão principal começou em março de 1999 e terminou em janeiro de 2001. A missão estendida começou imediatamente após em fevereiro de 2001 e terminou em dezembro de 2006.
A Nasa também pousou dois veículos robóticos de controle remoto (rovers) na superfície de Marte, o Opportunity e o Spirit. Ambos obtiveram valiosas informações científicas do solo marciano.
A Mars Odyssey foi uma sonda lançada em 7 de abril de 2001, e que chegou a Marte em 24 de outubro de 2001. Além dos experimentos científicos que a sonda levava, a Mars Odyssey serviu também como retransmissora dos sinais de rádio dos rovers Opportunity e Spirit. Esta sonda descobriu a presença de tório em Marte  (elemento também detectado na Lua). Reatores de tório já foram apontados como essenciais para a colonização espacial.
Uma outra sonda importante enviada para Marte foi a Mars Express, lançada pela Agência Espacial Europeia.
A sonda foi lançada ao espaço em 2 de junho de 2003 por meio de um foguete Soyuz-Fregat (o Fregat é o quarto estágio do lançador Soyuz). A Mars Express é a primeira missão europeia a visitar outro planeta.
Ela foi projetada para pesquisas relacionadas com a geologia e a história de Marte, sendo um de seus objetivos primários a descoberta de traços de água. São ao todo sete instrumentos científicos a bordo da nave, para executar uma série de experimentos remotos. A sonda também desceu na superfície marciana o Beagle 2 Lander, mas cujo contato por rádio foi perdido logo após o pouso, tornando-o inútil.
Em fevereiro de 2005 foi anunciada a descoberta, pela Mars Express, de evidências de um mar congelado logo abaixo da superfície do planeta, somente 5º ao norte do equador do planeta, com uma extensão de 900 km. A importância da descoberta é que esta é a primeira evidência da existência de água longe dos pólos do planeta. Mas a mais importante descoberta da Mars Express é a existência de gelo em Marte, obtida por meio de uma câmera estereoscópica HRSC. Trata-se de uma superfície circular de gelo, de 35 km de comprimento e 2 km de profundidade, localizada no fundo de uma cratera, numa grande planície no polo norte do planeta.

## Estação Espacial Internacional
A expressão "estação espacial" foi cunhada por Hermann Oberth em 1923 para descrever uma estrutura que serviria como ponto de partida para viagens à Lua e a Marte.
A única experiência dos Estados Unidos com uma estação espacial, a Skylab, da década de 1970, foi um fracasso. A Skylab caiu na Terra prematuramente, encerrando os esforços norte-americanos de ocupação permanente do espaço.
A experiência mais bem sucedida de ocupação permanente do espaço foi a Estação Espacial Russa MIR. Após a queda do comunismo, a cooperação e o financiamento dos Estados Unidos permitiram desenvolver com a MIR uma tecnologia que, hoje, está sendo aplicada na Estação Espacial Internacional (ISS).

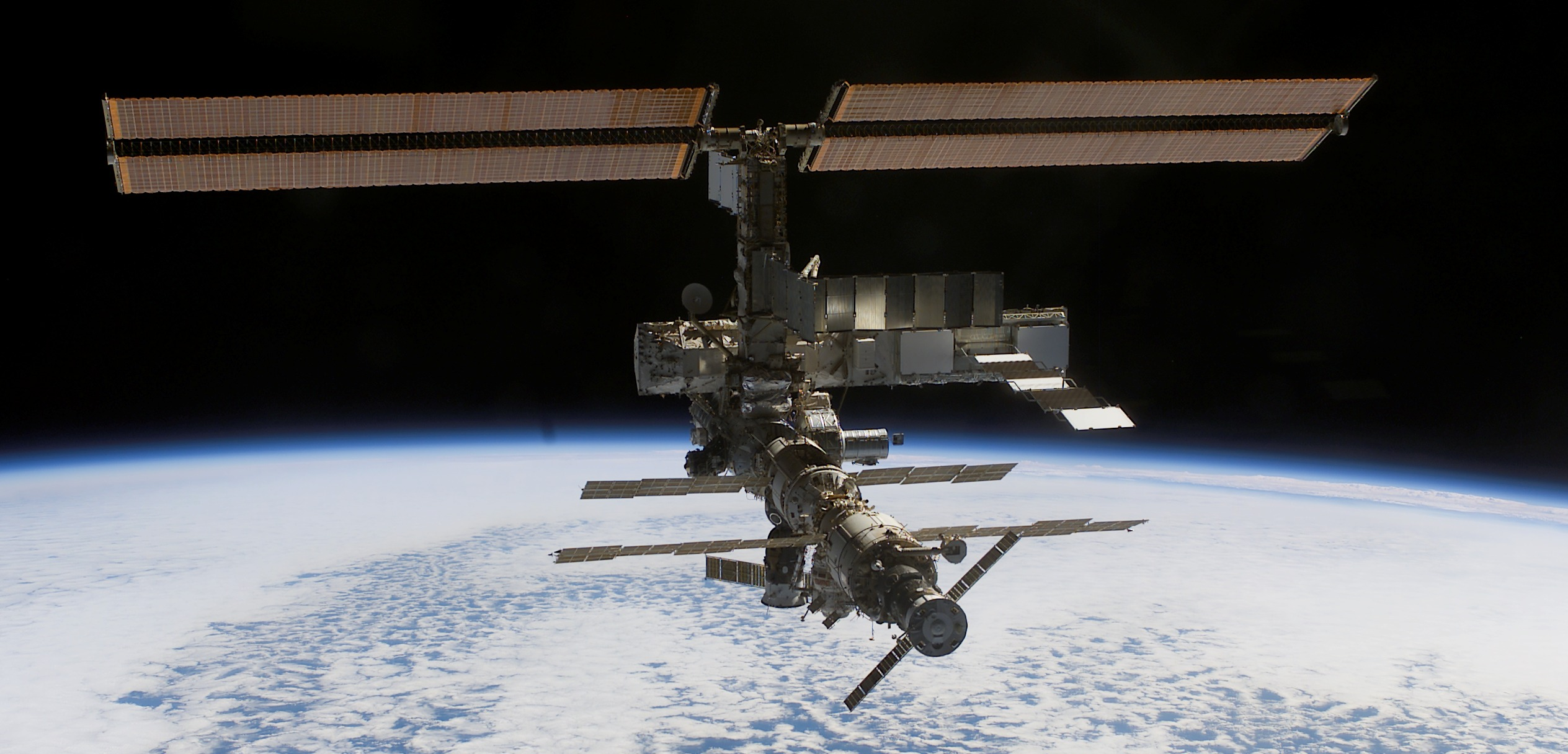
Estação Espacial Internacional

A ISS  é uma estação permanente de pesquisa espacial. Participam de seu desenvolvimento 16 países: Estados Unidos, Canadá, Japão, Rússia, 11 países pertencentes a Agência Espacial Europeia e o Brasil. A ISS, quando completa, irá medir aproximadamente 90 m por 70 m, o que é mais de quatro vezes o tamanho da MIR.
A construção da ISS começou em 1998 com a conexão do módulo de controle Russo Zarya com o Unity Node norte-americano. A construção ainda levará alguns anos para ser concluída, embora a ISS já esteja funcional neste momento.

## O futuro
Muitas aspirações da astronáutica podem se tornar realidade em poucos anos. Desde melhores motores de foguetes até descobertas científicas revolucionárias e viagens tripuladas para Marte - são as promessas da exploração espacial neste novo século.
Um motor revolucionário, que pode fazer avançar a tecnologia astronáutica e astrodinâmica, é o motor Scramjet, capaz de atingir velocidades hipersônicas de até 15 vezes a velocidade do som. O motor Scramjet não possui partes móveis, e obtém a compressão necessária para a combustão pelo ar que entra pela frente, impulsionado pela própria velocidade do veículo no ar. A Nasa testou com sucesso um motor deste tipo em 2004. O foguete, chamado X-43A, foi levado a altitude de 12 000 m por um avião B-52, e lançado na ponta de um foguete Pegasus a altitude de 33 000 m. Ele atingiu a velocidade recorde de 11 000 km/h.
Outra possibilidade de avanço na tecnologia de motores de foguetes é o uso de propulsão nuclear, em que um reator nuclear aquece um gás produzindo um jato que é usado para produzir empuxo. Ou ainda a ideia de construir um foguete em forma de vela, que é acelerado pelo vento solar, o que permitiria maior velocidade e viagens a distâncias maiores.

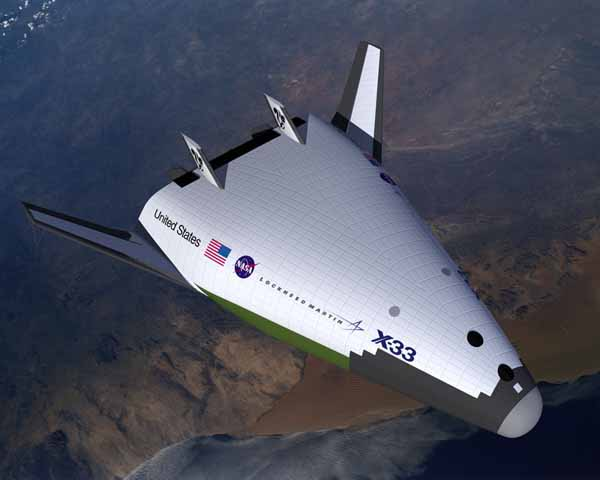
Concepção artística do VentureStar (ou X-33): projeto de um veículo realmente reutilizável

O desenvolvimento de um veículo reutilizável (o que o Ônibus Espacial nunca foi completamente) é um outro avanço esperado para os próximos anos. Isto permitiria mais voos para o espaço, e um aumento das atividades de pesquisa na Estação Espacial Internacional. Um destes projetos é o VentureStar (também conhecido como X-33), uma nave com maior capacidade que o Ônibus Espacial e realmente reutilizável.
Está em curso no momento uma espécie de corrida para o desenvolvimento de novas gerações de veículos  transportadores espaciais. Paralelamente aos projetos da NASA para novos Veículos de Exploração Espacial, a Agência Espacial Russa (ROSCOSMOS) está se aliando à Europa e ao Japão para o desenvolvimento do veículo reutilizável Kliper. Embora eficiente e ainda hoje utilizada para transporte até a ISS, a cápsula Soyuz poderá ser aposentada assim que o novo veículo estiver operacional.
A obsolescência do Ônibus Espacial provocou o anúncio de um esforço da NASA para substitui-lo, e uma das alternativas anunciadas seria uma nova geração de foguetes convencionais (não reutilizáveis), semelhantes aos usados durante a corrida espacial.
Acredita-se que no século XXI a Terra sofrerá graves problemas ambientais e energéticos. Assim, a busca por fontes de energia limpas e baratas é urgente. Como o espaço é percorrido pela luz do Sol permanentemente, hoje imaginam-se formas de capturar e aproveitar esta energia. Uma das possibilidades é o chamado satélite de energia solar capaz de "desviar" a energia solar para a Terra de forma segura.
As descobertas recentes de planetas fora do nosso sistema solar estão despertando a possibilidade da descoberta de vida extraterrestre. Mas ela pode ser descoberta aqui mesmo no nosso sistema solar, pois, Europa, satélite natural de Júpiter, é uma forte candidata a possuir organismos vivos. Isto porque sabe-se que, abaixo de uma camada de gelo, provavelmente existe um mar subterrâneo que pode abrigar seres vivos.
A descoberta da tecnologia necessária para manter uma base permanente de homens na Lua poderia ser o início da exploração comercial da mesma. Muitos minérios poderiam ser extraídos e enviados à Terra. Outra possibilidade seria o uso da Lua como base de lançamento de foguetes para os planetas mais afastados da Terra, e mesmo para fora do sistema solar. Tal possibilidade teria a vantagem econômica da baixa gravidade lunar, que permitiria lançar naves mais longe e usando menos combustível.
Todas estas possibilidades são bastante animadoras, incluindo-se o plano recente dos Estados Unidos de enviar humanos a Marte. Isto poderia ser um passo importante para descobrir se lá já houve vida ou não.
Outro movimento recente da exploração espacial, ainda em evolução, é a exploração espacial movida pela iniciativa privada. A nave SpaceShipOne, com capacidade para realizar voos sub-orbitais, é o primeiro projeto bem-sucedido de voo extraterrestre planejado e executado por uma empresa privada. Atualmente, diversas organizações estão empenhadas em projetos visando a voos tripulados para os limites do planeta. Estão interessadas no promissor mercado do turismo espacial. Além de trazer para perto do cidadão comum a instigante possibilidade de conhecer o espaço, essas iniciativas podem contribuir para o desenvolvimento de alternativas tecnológicas mais baratas de exploração espacial. Basta dizer que a SpaceShipOne atingiu objetivos semelhantes aos do Programa Mercury ao custo de 20 milhões de dólares, uma fração do custo anual do programa espacial americano, sendo que a espaçonave privada pode levar três pessoas e é reutilizável.
O início da exploração espacial inaugurou o que alguns autores denominam de era das "grandes navegações espaciais", em alusão à era das grandes navegações.